# Буддийская традиционная сангха России
Будди́йская традицио́нная са́нгха Росси́и (БТСР) — централизованная религиозная организация, являющаяся самой крупной буддийской общиной в Бурятии и одной из крупнейших в России.
Центр Буддийской традиционной сангхи России и главная резиденция Пандито Хамбо-ламы находится в Иволгинском дацане, Республика Бурятия. Вторая резиденция Пандито Хамбо-ламы — дацан Хамбын Сумэ в Улан-Удэ.

## История
БТСР является правопреемником Центрального духовного управления буддистов (ЦДУБ), существовавшего в период СССР с 1946 года, а ещё ранее, с 1922 по 1930-е годы, носившего название «Центральный Духовный Совет». После смерти Пандито Хамбо-ламы Мунко Цыбикова в 1992 году ЦДУБ потеряло стабильность и контроль над рядом дацанов и начало дробиться на отдельные структуры. За период с 1992 по 1995 год глава ЦДУБ менялся три раза.
В 1995 году главой Центрального духовного управления буддистов, Пандито Хамбо-ламой, стал Дамба Бадмаевич Аюшеев. Избранию значительно помогло то, что под руководством Д. Аюшеева был возрождён дацан «Балдан-Брэйбун» возле Кяхты, что принесло ему значительный авторитет. В начальный период своей работы новый глава ЦДУБ добился полного административного и финансового контроля над рядом дацанов, что стало одной из главных причин усиления влияния организации на буддизм в России.
Аюшеев изменил в 1997 году старое название организации (ЦДУБ) на настоящее (БТСР), обновил устав и учредительные документы. Согласно этим документам, БТСР перестала включать в свой состав буддийские общины Тывы и Калмыкии, а также, как считает ряд критиков, намного усложнила процесс выборов нового Пандито Хамбо-ламы. Как указывает главный редактор журнала «Буддизм России» А. А. Терентьев, согласно уставу БТСР, «глава этой организации избирается настоятелями храмов, а настоятели храмов при этом назначаются главой организации». Данные действия Аюшеева, а также неоказание им почестей посетившему Бурятию Богдо-гэгэну IX и изменение кадровой политики привели к созыву внеочередного совета сангхи (хурала), постановившего сместить Аюшеева с должности Пандито Хамбо-ламы и избрать Н. Илюхинова.
Аюшеев, вернувшись из поездки по России, собрал новый внеочередной совет сангхи, признавший постановления предыдущего внеочередного совета нелегитимными по формальным признакам (отсутствие кворума и присутствие на совете посторонних людей). После этого Н. Илюхинов со сторонниками зарегистрировал собственную общероссийскую организацию, названную «Духовным управлением буддистов России».
Вышеуказанное происшествие, а также то, что БТСР отказалась от экспонирования «Атласа тибетской медицины» в США, устроив пикет, который вскоре был разогнан, стали причинами возрастания конфликтов между региональными властями и правлением БТСР, которые постепенно прекратились только в 2007 году в связи с уходом с должности президента Бурятии Леонида Потапова.
В 1999 году лама Данзан-Хайбзун Самаев, являвшийся в 1990-е годы настоятелем Буддийского храма в Санкт-Петербурге, начал «бунт трёх дацанов против „диктатуры Аюшеева“», официально перерегистрировав их в качестве новой независимой организации «Майдар». Причиной этого, по словам Самаева, стало то, что таким образом Аюшеев теперь не мог самостоятельно назначать настоятелей этих дацанов, самым большим из которых являлся Ацагатский дацан, а также несогласие с общим курсом Хамбо-ламы.
В 2001 году образовался новый раскол общины. Оппозицию Аюшееву составил Чой-Дорджи Будаев, который ранее был главой Центрального духовного управления буддистов и имел очень значительный авторитет среди буддистов региона. Будаев создал Объединение буддистов Бурятии, включавшее в себя 8 организаций. Риторика нового объединения в значительной степени направлена против БТСР и Аюшеева, что выражается в крайне сложных отношениях этих организаций: «При встречах доходит до драк», — отмечает кандидат исторических наук С. Б. Филатов.
В 2004 году в Бурятии был открыт центр «Ринпоче-Багша», который возглавил лама Еше Лодой Ринпоче, являющийся представителем Далай-ламы. Как отмечает С. Б. Филатов, данное событие послужило причиной того, что «Аюшеев более не может претендовать на роль ведущего духовного авторитета буддистов республики».
В настоящее время БТСР является строго иерархичной централизованной организацией, придерживающейся «жёсткой идеологической дисциплины».

## Религиозное позиционирование
Как отмечает кандидат исторических наук и научный сотрудник отдела философии, культурологи и религиоведения ИМБТ СО РАН П. К. Варнавский, «БТСР позиционирует себя в качестве единственной религиозной институции, представляющей не просто бурятский буддизм, но и буддизм в масштабах всей России», хотя в России существуют и другие буддийские общины. Так из 53 бурятских буддийских общин на момент 2011 года только 26 находятся под контролем БТСР, 13 других общин принадлежат Объединению буддистов Бурятии, 5 общин принадлежат Республиканской централизованной религиозной буддийской организации «Майдар», 3 общины принадлежат Духовному управлению буддистов России, 6 общин являются независимыми. В Улан-Удэ на момент 2012 года только 3 из 29 общин находились под контролем БТСР. Консультант по межнациональным отношениям и развитию гражданских инициатив при правительстве Бурятии Анатолий Жалсараев связывает это с тем, что «крестьянам всё равно в какой юрисдикции совершать обряды», но в городе «народ посерьёзнее относится к религии». Также С. Б. Филатов отмечает, что, по словам чиновников, хотя Агинский дацан вместе с некоторыми другими общинами Иркутской области и Забайкальского края формально входят в БТСР, но в действительности БТСР не имеет контроля над данными организациями.
БТСР в настоящее время отражает в себе намного меньшую пропорциональную представительность групп буддистов, чем Центральное духовное управление буддистов, существовавшее ранее. Несмотря на то, что Хамбо-лама удостоен звания «глава буддистов России» в документах Межрелигиозного Совета России, БТСР не имеет значительного контроля над двумя другими традиционными буддийскими регионами России: Калмыкией и Тувой. Последователи буддизма в данных регионах предпочитают обращаться к собственным буддийским главам, не связанным с БТСР: к Шаджин-ламе Калмыкии Тэло Тулку Ринпоче и к Камбе-ламе Тувы.
БТСР также, в отличие от других общин, указывает на свою «полную независимость от „материнского“ тибетского буддизма», что поддерживается федеральной властью. В одном из интервью Дамба Аюшеев ответил на вопрос о происхождении бурятского буддизма следующим образом: «Буряты получили буддизм от Дамба-Доржи Заяева, а он, в свою очередь, получил его в первом своем рождении от Будды Кашьяпы, а во втором — от Будды Шакъямуни! Запомните это».
БТСР занимает националистическую позицию, ориентированную на местное население. Буддийские действия в дацанах, согласно мнению Аюшеева, должны проводиться на бурятском языке, а также частично на тибетском, но не на русском, что приводит к отчуждению от БТСР многих русскоговорящих бурятов, включая интеллигенцию. В то же время среди русских, живущих во всей России, авторитет БТСР высок, потому что здесь существует дисциплинированное монашество и передача традиций от учителя к ученику. В числе учеников сангхи присутствуют несколько десятков русских.

## Религиозная и образовательная деятельность
В годы СССР монахи ЦДУБ играли ключевую роль в жизни организации, но в БТСР произошло ослабление позиций лам, в том числе из-за отсутствующего в советское время комплексного института подготовки священников. Если раньше дацаны служили монахам для уединения, то в БТСР дацаны перестали выполнять соответствующую функцию, а в большинстве своём стали местами для проведения хуралов и треб по заявкам верующих. Для проведения хуралов и треб священнослужитель использует тантрийские ритуалы. Для удобства верующих в населённых пунктах строятся новые дуганы, которые в отличие от дацанов разрешено строить в населённых пунктах.
БТСР проявляет активность в сфере брака и семьи. Лама-астролог предоставляет услуги по указанию счастливых дат сватовства и бракосочетания. При бракосочетании священнослужитель читает специальные молитвы для счастья в браке, одаривает сочетающихся священными предметами и грамотой, в которой написаны имена мужа и жены. Также священнослужители БТСР проводят обряды рождения и похорон.
БТСР совместно с органами власти республики часто устраивает круглые столы по социальным проблемам и вопросам воспитания, а также проводит совместные акции. Например, в середине 2011 года священнослужители сангхи совершили на одной из улиц Улан-Удэ молебен, направленный на снижение числа аварий.
В 1990-х годах БТСР стремилась создать институты для подготовки священников, в результате чего в 1999 году в Иволгинском дацане был открыт «Буддийский университет „Даши Чойнхорлин“ имени Дамба Даржа Заяева». В данном университете преподаётся философия буддийской школы Гелугпа. Имеются четыре факультета: философский, тантрический, иконографический и медицинский. Дополнительно преподаются основы информатики, четыре языка (тибетский, английский, бурятский и русский), а также история, культура, этнография и искусство Центральной Азии.
БТСР не проводит лекций по буддийской философии среди мирян в отличие от других буддийских общин. Д. Б. Аюшеев в интервью указывал, что существует следующая причина: «К сожалению, к философии восприимчивы не более 10 процентов верующих, остальные 90 процентов приходят в дацан решать свои житейские проблемы». Доктор исторических наук С. Г. Жамбалова считает, что Аюшеев не назвал в интервью важную причину отсутствия лекций, состоящую в том, что «от мирянина требуется только вера в святость лам», которая позволяет мирянину не изучать буддийскую философию и не взращивать в себе добродетели и заслуги. Далее С. Г. Жамбалова указывает, что проводила экспресс-опрос, по результатам которого выяснила, что среди буряток, проживающих в городе, имеющих высшее образование и регулярно обращающихся в дацаны, большинству абсолютно неизвестны как «три драгоценности» буддизма, так и «гурбан эрдэни», что является переводом термина на бурятский. Меньшинству буряток также неизвестен термин «три драгоценности», но они слышали термин «гурбан эрдэни», хотя и не могут объяснить, что он означает.

## Отношение к другим общинам и школам
Глава БТСР Д. Б. Аюшеев придерживается позиции школы Гелугпа и жёстко и однозначно высказывается относительно других буддийских школ: «Сангха — это Гелуг, поэтому ко всем остальным течениям и школам в буддизме, таким как дзен-буддизм или карма-кагью, Сангха должна относиться, как православные к пятидесятникам».
Д. Б. Аюшеев также часто указывает на отсутствие компетентности и правомерности у тех буддийских учителей и дацанов, которые не входят в БТСР. Общины, основанные тибетскими учителями, и все остальные буддийские центры, которые не являются частью БТСР, Аюшеев характеризует как «„киоски“ по распространению религиозных услуг». В то же время доктор исторических наук И. Р. Гарри отмечает, что в реальности общины с тибетскими учителями имеют «большой авторитет» среди буддистов. Доктор исторических наук Ц. П. Ванчикова предполагает, что неодобрительное отношение БТСР к тибетским организациям и монахам может быть проявлением религиозной конкуренции.
БТСР не стремится способствовать приезду Далай-ламы в Россию, в то же время Аюшеев не высказывается категорично против Далай-ламы. В 2009 году Аюшеев критически высказался по поводу появления возможности приезда Далай-ламы в Россию: «Возможно, Далай-ламу будут пускать в Россию, но кто его будет приглашать?», чем по оценке информагентства «Новый Регион» усилил раскол сообщества буддистов.
БТСР глубоко озабочена существованием в России параллельных буддийских организаций, на которые она не может влиять. Построенный тибетским ламой Еше-Лодой Ринпоче «Центр тибетской культуры» и строительство ещё одного тибетского храма в Бурятии Аюшеев прокомментировал следующим образом: «Выделение участков под строительство тибетских храмов — это результат недальновидности наших чиновников. В будущем они станут форпостом китайского влияния».
Аюшеев имеет очень негативное мнение о шаманизме, также представленном в Бурятии, считая, что это «религия первобытного человека, духовное выражение его страхов и суеверий», которую нельзя смешивать с буддизмом.

## Участие в политике и взаимодействие с государством

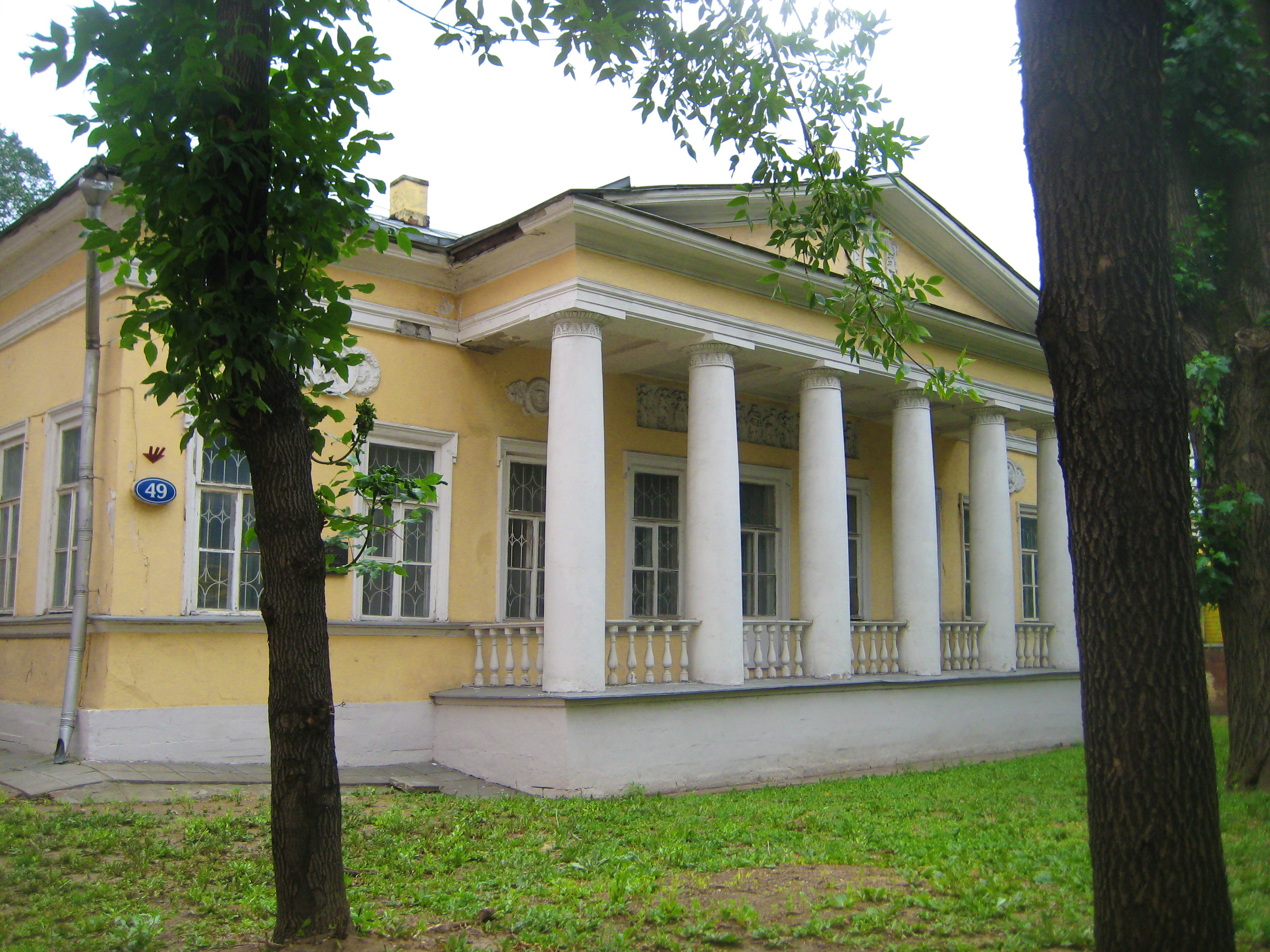
Особняк Всеволжских, Остоженка, 49 — постоянное представительство БТСР в Москве

БТСР из всех буддийских общин России наиболее активна в политической сфере, результатом чего является её участие в следующих организациях:
- Общественная палата Российской Федерации (Бальжиров, Андрей Александрович c 2010 по 2023),
- Межрелигиозный совет России,
- Совет по взаимодействию с религиозными объединениями при Президенте РФ[31],
- Азиатская буддийская конференция за мир,
- Совет по взаимодействию с религиозными объединениями при Президенте Бурятии[32].

Посредством этих организаций БТСР участвует в контролировании соблюдения прав человека в России, а также в миротворческой деятельности, укрепляя взаимодействие с властью. БТСР полностью поддерживает федеральную власть, ожидая от неё взамен помощи «в сохранении контроля Сангхи над своей паствой». Также существуют отдельные факты того, что БСТР стремится усилить своё влияние на коренные народы Сибири, тем самым сделав их более лояльными текущей власти.
БТСР официально считается традиционной религией в Республике Бурятия. Представители БТСР указывают на желательность законодательного закрепления приоритетности «„традиционной религии“ бурятского народа» и стремятся с помощью своей политической деятельности «решить проблему параллельных буддийских структур».
БТСР неформально взаимодействует с:
- Министерством обороны РФ,
- Федеральной службой исполнения наказаний,
- образовательными учреждениями. Между БТСР и Российской академией государственной службы существует официальный договор.

За период с 1994 по 1998 год БТСР получила из бюджета Бурятии субсидии в размере 1,64 млрд руб. (в ценах до деноминации). За период с 1998 по 2003 год — 6 млн руб. Также дополнительно БТСР получила 21 млн руб. из бюджета Забайкальского края на строительство дацана и других сооружений в Чите. В 2013—2014 годах БТСР получила из бюджета Бурятии более 247 миллионов рублей.
24 августа 2009 года БТСР признала Дмитрия Медведева, посетившего Иволгинский дацан, воплощением Белой Тары, считающейся в буддизме бодхисаттвой-целительницей, приносящей удачу. Данное признание, согласно сообщениям СМИ, является возрождением традиции, согласно которой хамбо-лама присягал на верность каждому российскому императору или «Белому царю», признавая его воплощением Белой Тары и «распластываясь на земле» перед правителем при встрече. Согласно буддологу Николаю Цыремпилову, он не встречал упоминаний такой традиции признания нигде, за исключением старинных фольклорных песен. Обычай же «простирания», последнее упоминание о котором встречается при коронации Николая II, выполнялся тогда не одними буддистами, а всеми присутствующими на коронации.
По словам настоятеля Буддийского храма в Санкт-Петербурге Буды Бадмаева, Белой Тарой также признавались Борис Ельцин и Владимир Путин, но эти признания не получили внимания СМИ. Аюшеев в интервью также указывал, что он не может выступать против Путина, потому что «Путин является для меня Белой Тарой, я не могу пойти против своей богини».

## Критика
В 2000 году участники группы «Арьяа-Баала», которая на тот момент являлась частью БТСР, написали открытое письмо на имя президента Бурятии Потапова, в котором назвали действия руководства БТСР «деструктивными» ввиду того, что оно выступает против тибетских лам, посещающих Бурятию, не признаёт авторитет известных тибетских наставников буддизма, а также создаёт «вражду и громкие скандалы».
Лама Данзан-Хайбзун Самаев остро критиковал политику БТСР, направленную, по его мнению, только на открытие новых дацанов и ступ. Так открытие Ступы Будды в Кижингинском дацане, по его мнению, стало «образцом „лжевозрождения“, поскольку оно не связано с каким-либо учением, а только с деньгами». Близкой позиции придерживался Ригзин-лама, являющийся одним из сторонников Чой-Дорже Будаева, критикуя БТСР за неправильно выбранные приоритеты: «Главное в буддизме — образование, учение, молитва, проповедь, а не организация народных праздников, отправление ритуалов, строительство дацанов».
Верховный лама Калмыкии Тэло Тулку Ринпоче отмечал в интервью, что политическая деятельность Аюшеева и БТСР в федеральных организациях «не принесла никакой пользы ни буддистам Калмыкии, ни буддистам Тувы».
Доктор философских наук и главный научный сотрудник Института монголоведения, буддологии и тибетологии СО РАН И. С. Урбанаева в своей научной статье указала, что множество людей, прочитавших статью с ответами Д. Аюшеева «Как, разводя баранов, выйти из круга перерождений» в «Русском репортёре» от 15 мая 2013 года, «сочли её просто невообразимой глупостью». Проанализировав статью, Урбанаева отметила, что смысл ответов Аюшеева «сводится к тому, что разведение бурятской породы баранов и буддизм, будучи соединены вместе, дали миру бурятский буддизм». Урбанаева нашла в статье множество парадоксальных заявлений Аюшеева, включая реплику о том, что «спасение бурят от сансары состоит в разведении бурятской породы баранов», и поставила вопросы о том, что такое бурятский буддизм и может ли бурятский буддизм считаться буддизмом. В заключении своей аналитической статьи о проблемах аутентичности буддизма Урбанаева сделала вывод о том, что местные формы буддизма могут считаться «буддизмом на самом деле» в зависимости от того, происходила ли «исторически аутентичная трансмиссия Учения», и в зависимости от степени аутентичности проявления их буддийской философии и практики.